# Военная помощь
Военная помощь — межгосударственная помощь для военных нужд, которая может состоять из финансовых потоков, поддержки в обучении армии, флота, авиации и так далее или поставок военного оборудования. 
Военная помощь относится к политическим вопросам государства или союза государств.
Государствами, предоставляющими военную помощь, являются как правило великие державы, а получателями — союзные им развивающиеся и переходные страны и государства, которые не в состоянии самостоятельно обеспечить собственную безопасность или защитить те или иные геополитические интересы великой державы в данном регионе мира.
Наиболее крупным государством-донором военной помощи на сегодняшний день являются Соединённые Штаты Америки.
Ниже представлены некоторые договоры предусматривавшие военную помощь:
- Договор между СССР и Польской Республикой о дружбе, взаимной помощи и послевоенном сотрудничестве;
- Договор о дружбе, взаимной помощи и послевоенном сотрудничестве между СССР и Югославией;
- Договор между СССР и Чехословацкой Республикой о дружбе, взаимной помощи и послевоенном сотрудничестве;
- Договор о дружбе, сотрудничестве и взаимной помощи между СССР и КНДР;
- Договор о дружбе, союзе и взаимной помощи между СССР и КНР.